# 오펠 레코드
오펠 레코드(독일어: Opel Rekord 오펠 레코르트[*])는 올림피아의 후속 차종이자, 1953년부터 1986년까지 생산된 오펠의 승용차이다. 대한민국에서는 대우자동차(한국GM의 전신)가 만들었던 레코드 로얄 시리즈의 베이스 차종으로 잘 알려져 있다.

## 올림피아 레코드

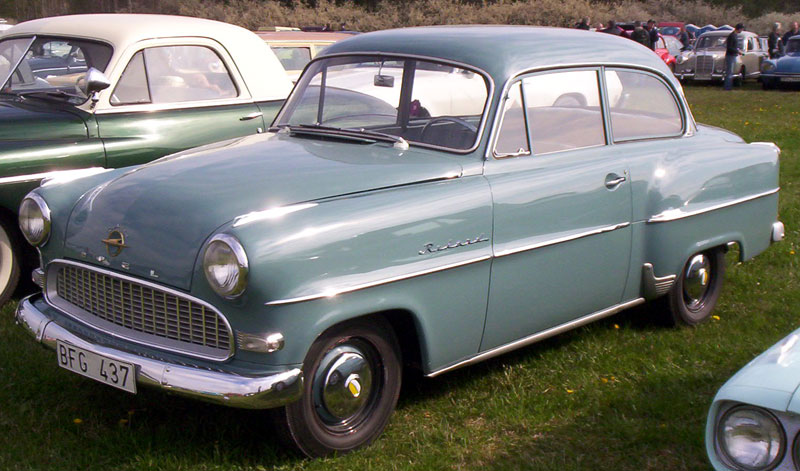
오펠 올림피아 레코드 정측면

1953년에 출시되어 1957년까지 580,000여대가 생산되었다. 펜더가 차체로부터 독립하지 않는 전후형 스타일을 오펠에서는 처음으로 채용했다.

## 올림피아 레코드 P1

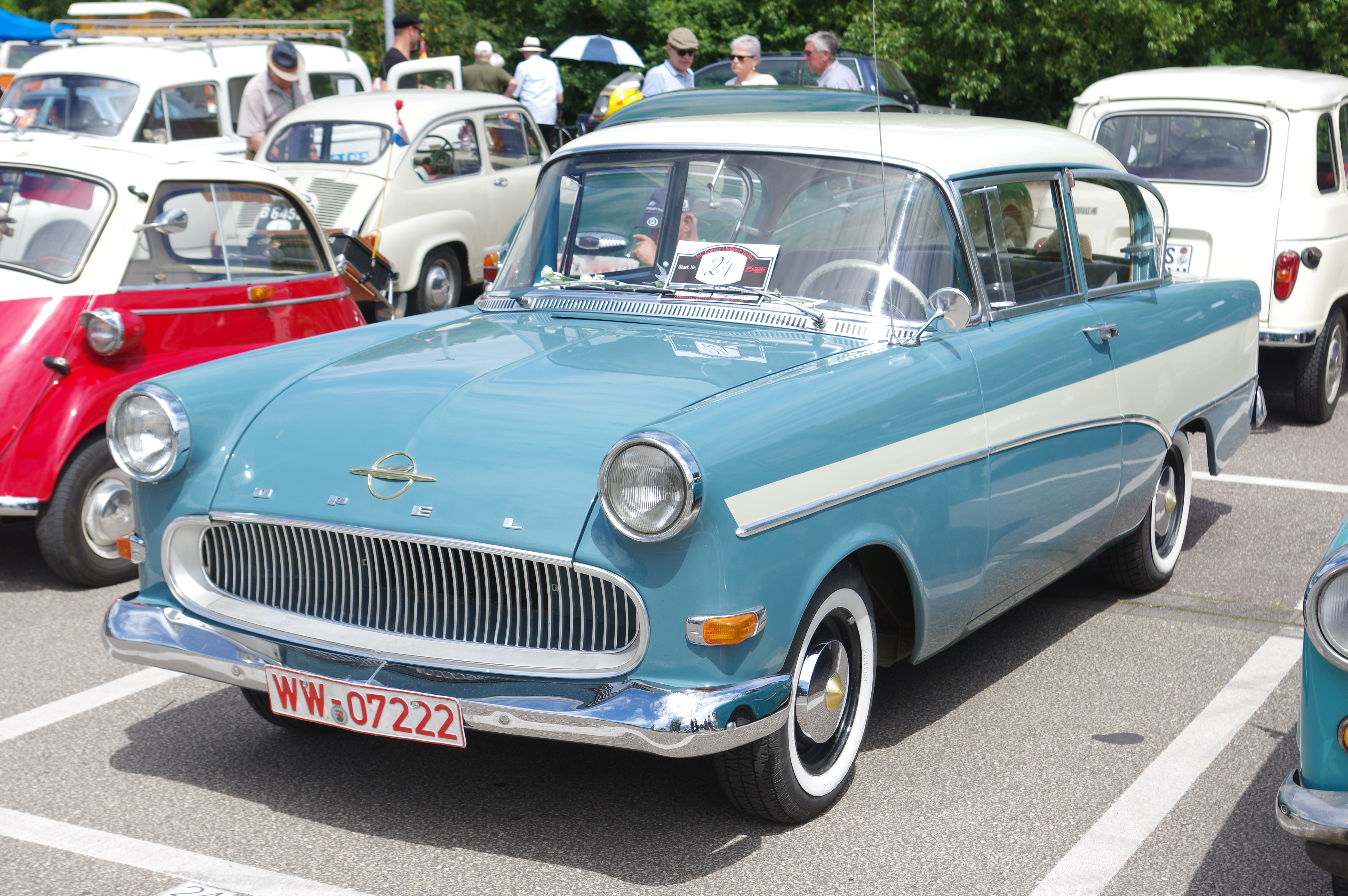
오펠 레코드 P1 정측면

차체가 대형화되었고, 앞 유리와 뒷 유리가 당시의 미국산 차에 유행하던 랙 어라운드 윈도우가 되었다. 유럽산 차 최초로 기어 박스가 풀 싱크로 되었다.

## 레코드 P2

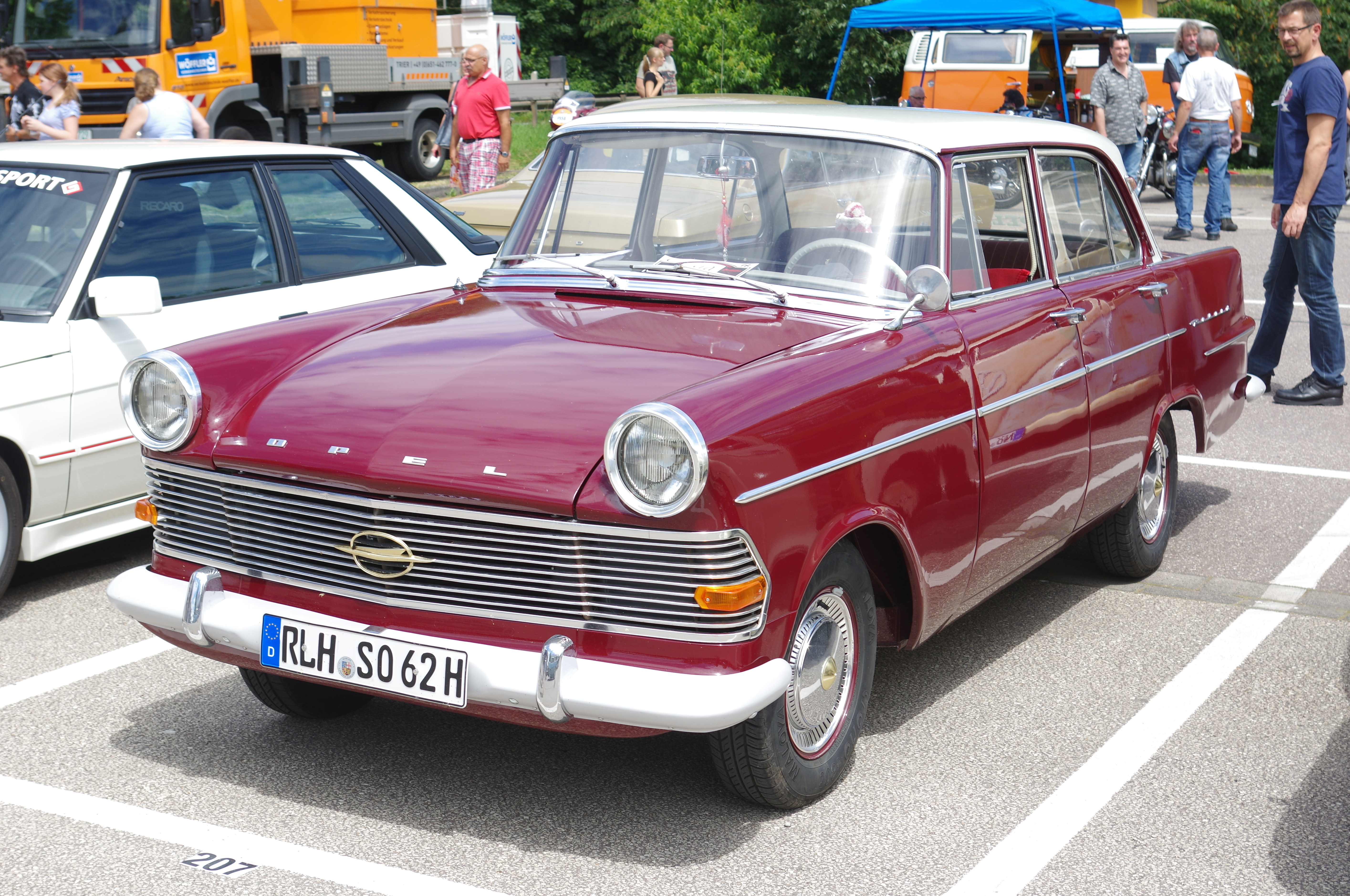
오펠 레코드 P2 정측면

차명에 올림피아를 없애고, 레코드로 변경되었다. 보디 사이즈가 더욱 확대되었고, rack-around 윈도는 없어졌다. 바디 타입으로서는 2도어 세단, 4도어 세단, 3도어 스테이션 왜건, 픽업 트럭이 있었다. 1962년에는 호화로운 L 버전, 압축비를 높은 60마력의 1,700cc 엔진이 추가되며, 4단 수동 변속기를 선택할 수 있었다.

## 레코드 A

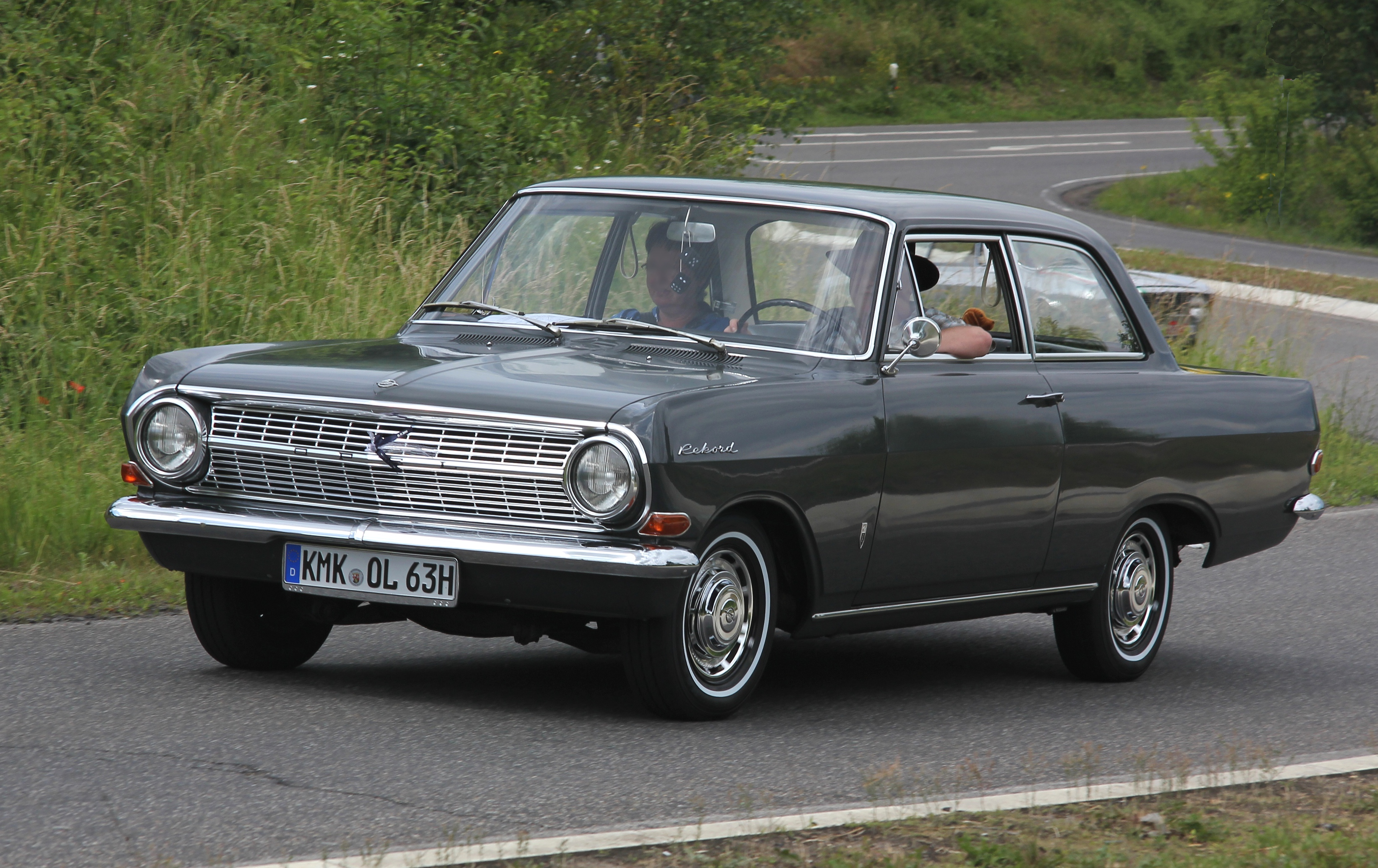
오펠 레코드 A 정측면

축거가 2,620mm로 연장되었다. 엔진은 1,500cc, 1,700cc 등 2가지였으나, 1964년에는 2,600cc 엔진을 탑재해 최고시속 160km/h 이상을 내는 L-6도 추가되었다.

## 레코드 B

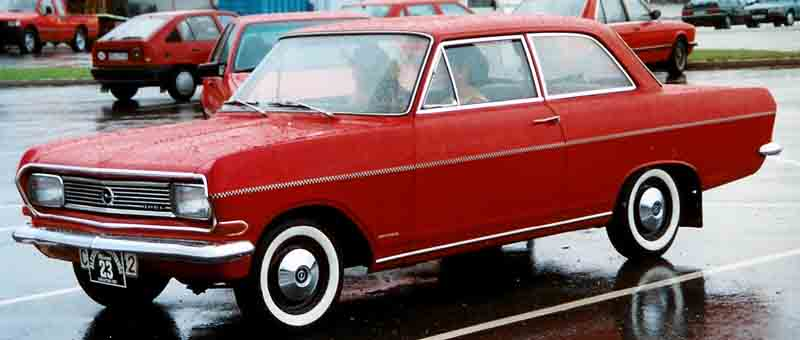
오펠 레코드 B 정측면

레코드 A의 마이너 체인지 차종에 지나지 않았지만, 새로운 설계의 엔진이 탑재되었다. 이 엔진은 CIH(Cam In Head) 엔진으로 불려 단종될 때까지 탑재되었다.

## 레코드 C

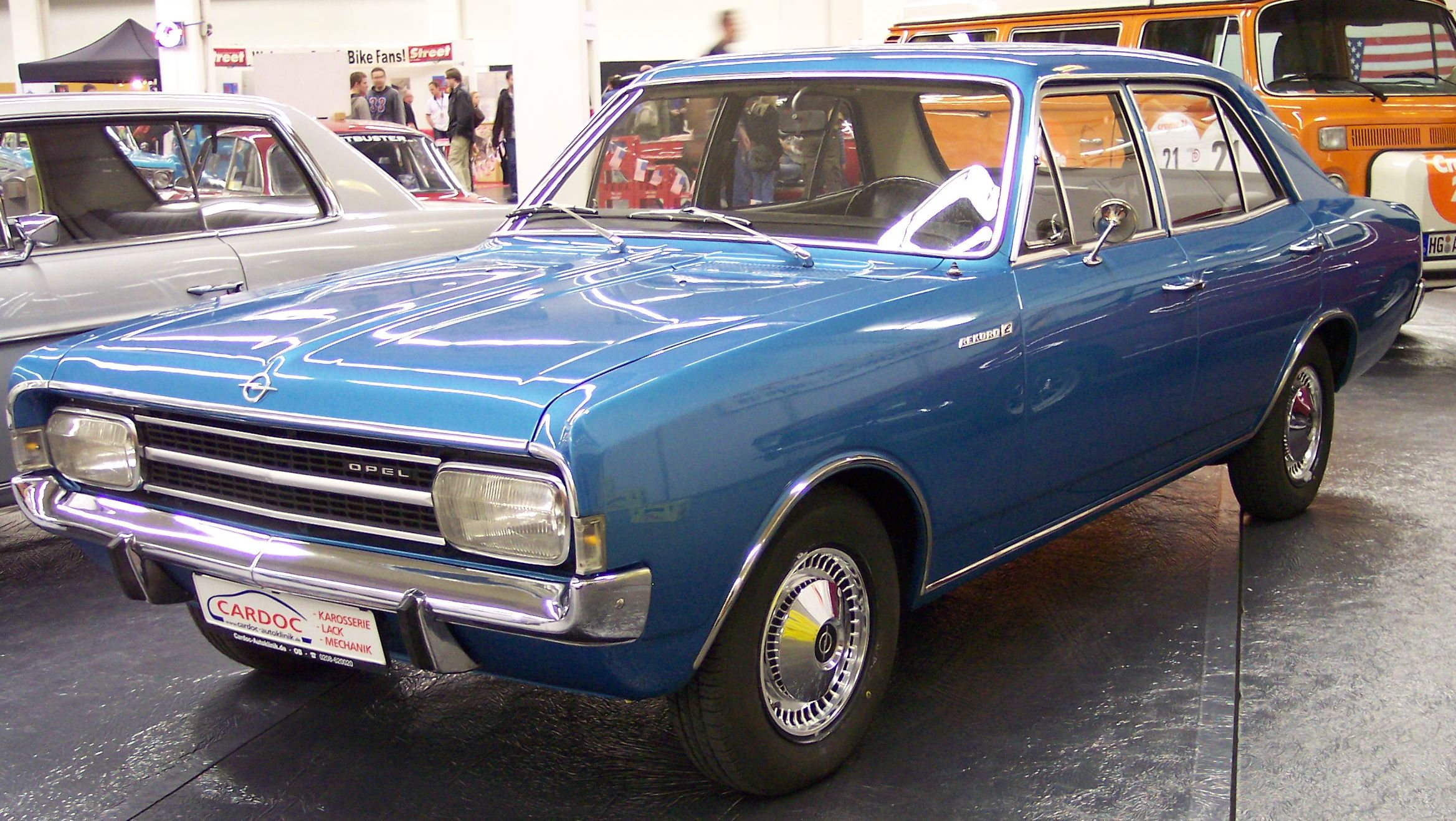
오펠 레코드 C 정측면

1,276,681대가 생산되어 역대 레코드 중 가장 성공을 거두었다. 신뢰성이 높고, 실내 공간이 넓으며, 당시 유행이던 코카콜라 보틀 라인을 도입한 스타일이 호평을 받았다.

## 레코드 D

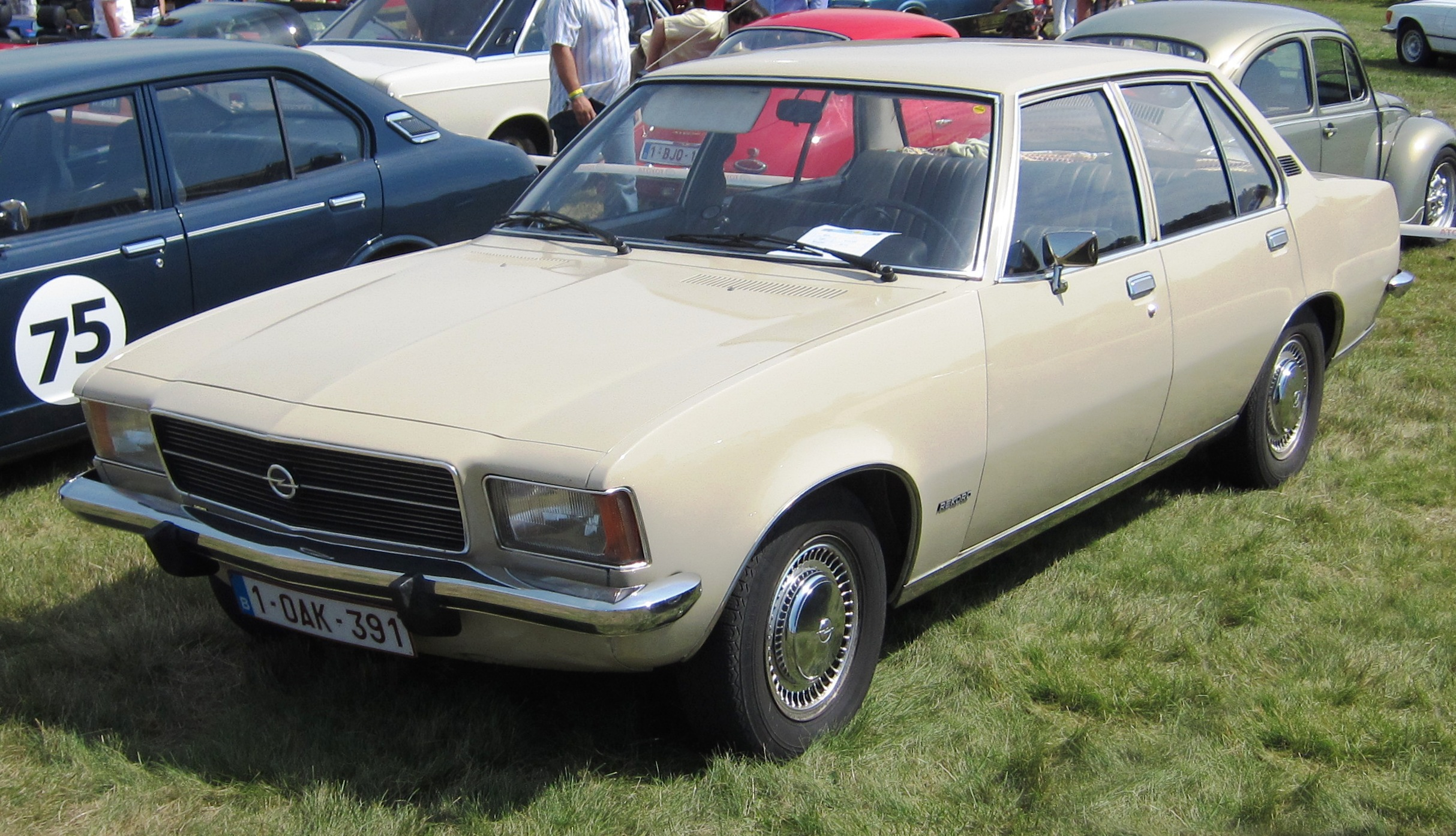
오펠 레코드 D 정측면

가솔린 엔진 외에 디젤 엔진이 처음 탑재되었다. 1975년을 마지막으로, 모회사 GM의 방침에 의해 오펠은 대미 수출을 중지했다. 대한민국에서는 1972년에 GM 코리아를 통해서 레코드 1900으로 판매되었고, 이후에 고급형인 레코드 로얄이 시판되었다. 레코드 로얄은 한때 중형차의 전성기를 맞은 대우자동차의 로얄 시리즈의 시초이다.

## 레코드 E

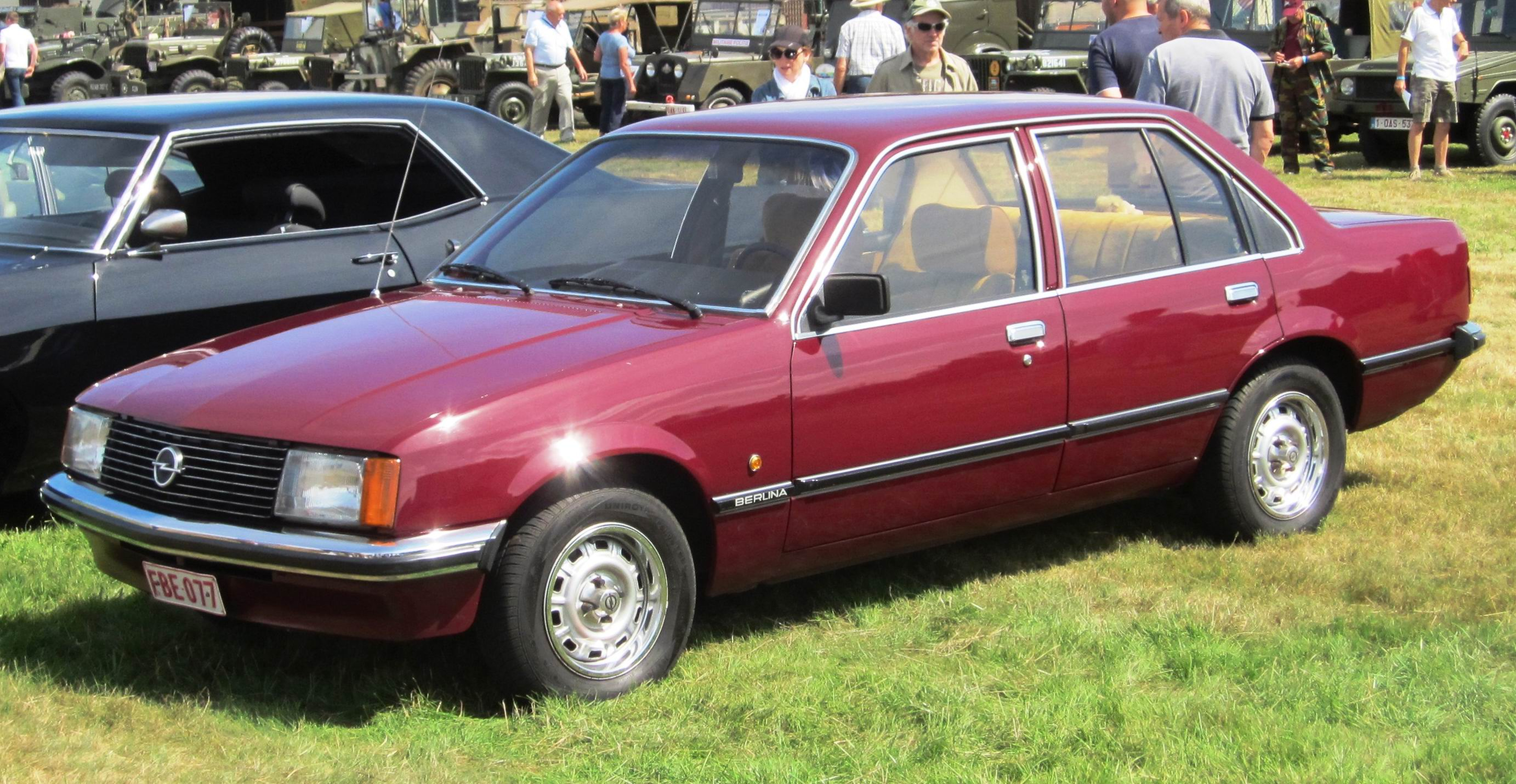
오펠 레코드 E1 정측면

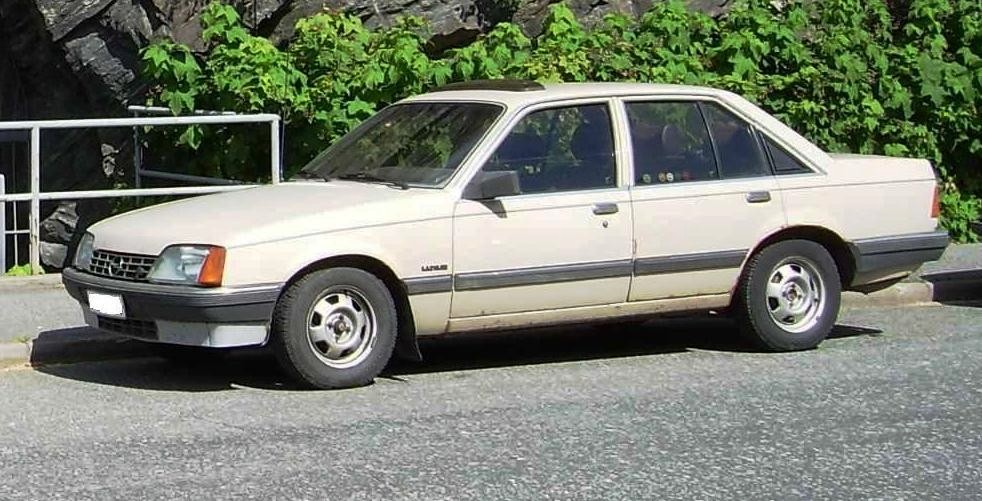
오펠 레코드 E2 정측면

새한자동차를 통해 대한민국에서는 로얄 시리즈로 판매되며, 중형차 및 대형차 시장에서 큰 인기를 구가했다. 이후 페이스 리프트를 거쳐 차체에 곡선을 넣었다. 대한민국에서는 1983년에 출시된 로얄 프린스의 베이스 차종이 되었다. 30년 이상 판매된 레코드는 1986년에 후속 차종인 오메가의 출시로 단종되었다.